# ZickZack (Ö3)
ZickZack (auch Zickzack oder Zick-Zack geschrieben) war eine zwischen 1979 und 1995 ausgestrahlte Sendereihe im Radioprogramm Ö3, die aus der Sendung Die Minibox entstand.

## Geschichte
Die Minibox wurde 1974 unter der Leitung von Hubert Gaisbauer als „kleine Schwester“ der Musicbox geschaffen und sollte berufstätige Jugendliche erreichen, die nachmittags nicht Radio hören konnten. Sie lief an drei Tagen in der Woche. Wegen des großen Zuspruchs ging daraus 1979 ZickZack hervor, das Montag bis Freitag gesendet wurde und einen Fixpunkt in der Abendleiste von Ö3 bildete.
Noch 1988 war die Sendung nur 30 Minuten lang und lief von 19:30 Uhr bis 20:00 Uhr. In den 1990er Jahren war ZickZack ein knapp einstündiges Format (20:05 Uhr bis 21 Uhr). Inhalte waren die Probleme von Heranwachsenden im Speziellen, es gab Reportagen über die Fragen von Berufsausbildung, Schule, Beziehungsprobleme oder auch über straffällig gewordene Jugendliche oder Reisereportagen. Personal und Inhalte überschnitten sich vielfach mit der Musicbox, ZickZack war aber weniger theorielastig und weniger musikorientiert als die „Box“.
Dirk Stermann und Christoph Grissemann lernten sich in der ZickZack-Redaktion kennen und gründeten wenig später das Satire-Format Salon Helga. Mischa Zickler gestaltete im Rahmen von ZickZack ab Sommer 1993 Blauberg, eine Radio-Seifenoper. Weitere Mitarbeiter waren Albert Malli, Thomas Edlinger, Monika Halkort, Claudia Huemer, Elisabeth Scharang, Marie-Claire Messinger, Thomas Rottenberg, Martin Pieper, Mirjam Unger, Bernhard Knoll, Hans Wu, Lukas Sturm, Bernhard Fellinger, Renate Heilig, Margit Draxel, Tessa Szyszkowitz, Eva Umbauer und Martin Blumenau. Als programmgeschichtliche Nachfolge können die auf dem Jugendkulturradiosender FM4 ausgestrahlten Sendungen Jugendzimmer und FM4 Connected gelten.

## Kennung
Ab Ende der 1980er Jahre wurde das Bassriff aus Behind the Sun von den Red Hot Chili Peppers als Signation verwendet.